# Liste der Kulturdenkmäler in Birkenau
Die folgende Liste enthält die in der Denkmaltopographie ausgewiesenen Kulturdenkmäler auf dem Gebiet  der Gemeinde Birkenau, Bergstraße, Hessen.
Hinweis: Die Reihenfolge der Denkmäler in dieser Liste orientiert sich zunächst an Ortsteilen und anschließend der Anschrift, alternativ ist sie auch nach der Bezeichnung, der vom Landesamt für Denkmalpflege vergebenen Nummer oder der Bauzeit sortierbar.
Kulturdenkmäler werden fortlaufend im Denkmalverzeichnis des Landes Hessen durch das Landesamt für Denkmalpflege Hessen auf Basis des Hessischen Denkmalschutzgesetzes (HDSchG) geführt. Die Schutzwürdigkeit eines Kulturdenkmals hängt nicht von der Eintragung in das Denkmalverzeichnis des Landes Hessen oder der Veröffentlichung in der Denkmaltopographie ab.

Die bisher bekannten Bau- und Kunstdenkmäler hat das Landesamt für Denkmalpflege Hessen in sogenannten Arbeitslisten erfasst. Den Arbeitslisten liegen Erkenntnisse aus Akten, Ortsbegehungen und Denkmalinventaren, jedoch keine neuere systematische Forschung, zugrunde. Die Benehmensherstellung mit der Gemeinde gemäß § 11 Abs. 1 HDSchG ist noch nicht erfolgt.
Das Vorhandensein oder Fehlen eines Objekts in dieser Liste ist keine rechtsverbindliche Auskunft darüber, ob es Kulturdenkmal ist oder nicht: Diese Liste entspricht möglicherweise nicht dem aktuellen Stand der offiziellen Denkmaltopographie. Diese ist für Hessen in den entsprechenden Bänden der Denkmaltopographie Bundesrepublik Deutschland und im Internet unter DenkXweb – Kulturdenkmäler in Hessen einsehbar. Auch diese Quellen sind, obwohl sie durch das Landesamt für Denkmalpflege Hessen aktualisiert werden, nicht immer aktuell, da es im Denkmalbestand immer wieder Änderungen gibt.
Eine verbindliche Auskunft erteilt allein das Landesamt für Denkmalpflege Hessen.
Nutze diese Kartenansicht, um Koordinaten in der Liste zu setzen. In dieser Kartenansicht sind Kulturdenkmale ohne Koordinaten mit einem roten bzw. orangen Marker dargestellt und können in der Karte gesetzt werden. Kulturdenkmale ohne Bild sind mit einem blauen bzw. roten Marker gekennzeichnet, Kulturdenkmale mit Bild mit einem grünen bzw. orangen Marker.

## Kulturdenkmäler nach Ortsteilen

### Birkenau
| Bild                    | Bezeichnung                                                                            | Lage | Beschreibung | Bauzeit         | Objekt-Nr. |
| ----------------------- | -------------------------------------------------------------------------------------- | --- | --- | --------------- | ---------- |
| Bild gesucht BW         | Gesamtanlage Hauptstraße, Kirchgasse, Kreuzgasse, Untergasse, Obergasse, Brückenstraße | Lage | |                 | 56101 DDB  |
|                         |                                                                                        | Am Großen Falltor 19 LageFlur: 1, Flurstück: 407/1 | |                 | 56051 DDB  |
| Tannenmühle             | Tannenmühle                                                                            | Am Schloßpark 14 LageFlur: 1, Flurstück: 231/2 | |                 | 55130 DDB  |
| Kindergarten            | Kindergarten                                                                           | An der Tuchbleiche 6b LageFlur: 1, Flurstück: 263/19 | |                 | 56036 DDB  |
|                         |                                                                                        | Bahnhofstraße 3 LageFlur: 1, Flurstück: 75/1 | |                 | 56049 DDB  |
| Bahnhof                 | Bahnhof                                                                                | Bahnhofstraße 4 LageFlur: 1, Flurstück: 396/26 | |                 | 55140 DDB  |
| Kriegerdenkmal          | Kriegerdenkmal                                                                         | Brückenstraße LageFlur: 1, Flurstück: 532/1 | |                 | 56058 DDB  |
|                         |                                                                                        | Brückenstraße, Weschnitz LageFlur: 1, Flurstück: 500/3, 534/3, 535/7 | Brücke über die Weschnitz                                                                                             |                 | 56059 DDB  |
|                         |                                                                                        | Brückenstraße 2 LageFlur: 1, Flurstück: 154/10 | Transformatorenhaus                                                                                                   |                 | 843357     |
| Bild gesucht BW         | Weschnitzbahn                                                                          | Eisenbahn, Bahnhofstraße, Obergasse, Weinheimer Straße, Weschnitz LageFlur: 1, 2, 3, 7, 8, 9, 10, 13, Flurstück: 394/3, 396/21, 396/25, 396/26, 503/16, 154/3, 76/29, 76/30, 77, 79/1, 79/2, 88, 122/5, 89/6, 114/1, 82, 33/3 | |                 | 953817 DDB |
|                         |                                                                                        | Hauptstraße 8 LageFlur: 13, Flurstück: 18/11 | |                 | 55135 DDB  |
| Bild gesucht BW         | Haus Adrian                                                                            | Hauptstraße 31a LageFlur: 13, Flurstück: 22/5 | |                 | 56117 DDB  |
|                         |                                                                                        | Hauptstraße 37 LageFlur: 1, Flurstück: 263/31 | |                 | 56060 DDB  |
|                         |                                                                                        | Hauptstraße 53 LageFlur: 1, Flurstück: 268/8 | |                 | 55131 DDB  |
|                         |                                                                                        | Hauptstraße 55 LageFlur: 1, Flurstück: 282/4 | |                 | 56061 DDB  |
| Ehemaliges Postamt      | Ehemaliges Postamt                                                                     | Hauptstraße 63 LageFlur: 1, Flurstück: 289/2 | |                 | 56062 DDB  |
|                         |                                                                                        | Hauptstraße 72 LageFlur: 1, Flurstück: 257/9 | |                 | 843361 DDB |
| Katholisches Pfarrhaus  | Katholisches Pfarrhaus                                                                 | Hauptstraße 80 LageFlur: 1, Flurstück: 240/5 | |                 | 56040 DDB  |
| weitere Bilder          | Katholische Pfarrkirche St. Mariä Himmelfahrt                                          | Hauptstraße 82 LageFlur: 1, Flurstück: 239/2 | |                 | 56041 DDB  |
| Remise mit Herrengarten | Remise mit Herrengarten                                                                | Hauptstraße 83, Herrngarten LageFlur: 1, Flurstück: 154/106, 154/2, 154/57 | |                 | 56064 DDB  |
| weitere Bilder          | Schloss mit Parkanlagen                                                                | Hauptstraße 84, Im Böhl, Liebersbach, Schulgarten LageFlur: 1, Flurstück: 151/2, 235/5, 244/2, 244/6, 536 | | 1765–1779       | 55129 DDB  |
| Jung´sches Haus         | Jung´sches Haus                                                                        | Hauptstraße 88 LageFlur: 1, Flurstück: 197/5 | |                 | 56116 DDB  |
|                         |                                                                                        | Hauptstraße 105 LageFlur: 1, Flurstück: 159/19 | |                 | 56063 DDB  |
| weitere Bilder          | Rathaus (Corneliusheim)                                                                | Hauptstraße 119 LageFlur: 9, Flurstück: 20/5 | |                 | 56115 DDB  |
| Franzosenkreuz          | Franzosenkreuz                                                                         | Hohe Hecke LageFlur: 5, Flurstück: 55/17 | |                 | 56289 DDB  |
| Gefallenen-Ehrenmal     | Gefallenen-Ehrenmal                                                                    | Hornbacher Straße LageFlur: 1, Flurstück: 158/17 | Die Gedenksteine des Ehrenmals wurden im Zuge eines Dorferneuerungsplans auf den Alten Friedhof von Birkenau versetzt |                 | 56042 DDB  |
| weitere Bilder          | Jüdischer Friedhof                                                                     | Im Kurzenberg LageFlur: 7, Flurstück: 59/3, 59/6 | | 18. Jahrhundert | 55128 DDB  |
| weitere Bilder          |                                                                                        | In der Sang, Nestenbacher Kopf LageFlur: 3, 12, Flurstück: 113, 74 | |                 | 56288 DDB  |
| Villa Maria             | Villa Maria                                                                            | Jahnstraße 7 LageFlur: 7, Flurstück: 73/7 | |                 | 56050 DDB  |
| Friedhofskreuz          | Friedhofskreuz                                                                         | Kirchgasse LageFlur: 1, Flurstück: 156/4 | |                 | 56052 DDB  |
| weitere Bilder          | Friedhof                                                                               | Kirchgasse LageFlur: 1, Flurstück: 156/4, 156/5, 425/5, 425/6 | Alter Friedhof von Birkenau                                                                                           |                 | 56053 DDB  |
|                         |                                                                                        | Kirchgasse 6 LageFlur: 1, Flurstück: 137 | |                 | 843358 DDB |
| weitere Bilder          | Evangelische Kirche                                                                    | Kirchgasse 10 LageFlur: 1, Flurstück: 131 | | 1820            | 56044 DDB  |
|                         |                                                                                        | Kirchgasse 14a LageFlur: 1, Flurstück: 129/1 | |                 | 56054      |
| Bild gesucht BW         |                                                                                        | Kreuzgasse 3 LageFlur: 1, Flurstück: 136/3 | |                 | 56102 DDB  |
|                         |                                                                                        | Kreuzgasse 7 LageFlur: 1, Flurstück: 145/1 | |                 | 55136 DDB  |
|                         |                                                                                        | Kreuzgasse 9 LageFlur: 1, Flurstück: 146/1 | |                 | 56055 DDB  |
|                         |                                                                                        | Kreuzgasse 11 LageFlur: 1, Flurstück: 149/7 | |                 | 56043 DDB  |
|                         |                                                                                        | Ludwigstraße 7 LageFlur: 1, Flurstück: 263/26 | |                 | 56045 DDB  |
|                         |                                                                                        | Obergasse 5 LageFlur: 1, Flurstück: 40/3 | |                 | 56056 DDB  |
| Bild gesucht BW         |                                                                                        | Obergasse 6 LageFlur: 1, Flurstück: 56/1 | |                 | 55132 DDB  |
| Bild gesucht BW         | Evangelisches Pfarrhaus                                                                | Obergasse 9 LageFlur: 1, Flurstück: 389/2 | |                 | 55133 DDB  |
| weitere Bilder          | Rathaus                                                                                | Obergasse 13 LageFlur: 1, Flurstück: 25 | | 1552            | 55134 DDB  |
| Hasselhof               | Hasselhof                                                                              | Sommerbuckelweg 4, Im Hasselklingen LageFlur: 11, Flurstück: 154, 155/2 | |                 | 55137 DDB  |
| Bild gesucht BW         |                                                                                        | Untergasse, Kallstädter Bach LageFlur: 1, Flurstück: 498/4, 538 | |                 | 56057 DDB  |
| Stadlersmühle           | Stadlersmühle                                                                          | Weinheimer Straße 14 LageFlur: 3, Flurstück: 14/5 | |                 | 55139 DDB  |
| weitere Bilder          | Carlebachmühle                                                                         | Weschnitz, Mühlgraben, Weinheimer Straße 6a–g LageFlur: 3, Flurstück: 13/5, 14/6, 14/7, 14/8, 7/2, 7/3, 7/5, 76/16 | |                 | 55138 DDB  |
|                         |                                                                                        | Wilhelmstraße 7 LageFlur: 1, Flurstück: 458/1 | |                 | 56046 DDB  |
|                         |                                                                                        | Wilhelmstraße 9 LageFlur: 1, Flurstück: 459/1 | |                 | 56047 DDB  |
|                         |                                                                                        | Zimmerstraße 15 LageFlur: 1, Flurstück: 462/6 | |                 | 56048 DDB  |

### Hornbach
| Bild            | Bezeichnung     | Lage                                                                        | Beschreibung | Bauzeit | Objekt-Nr. |
| --------------- | --------------- | --------------------------------------------------------------------------- | ------------ | ------- | ---------- |
| Friedhof        | Friedhof        | Friedhof LageFlur: 3, Flurstück: 75                                         | Ehrenmal     |         | 56080 DDB  |
| Hornbacher Sunn | Hornbacher Sunn | Heimstraße 8 LageFlur: 2, Flurstück: 194                                    |              |         | 56082 DDB  |
| Bild gesucht BW |                 | Heimstraße 12 LageFlur: 2, Flurstück: 182                                   |              |         | 56083 DDB  |
| weitere Bilder  | Grenzsteinreihe | Im Hohert und Morsgrübe LageFlur: 3, Flurstück: 55, 56, 57                  |              |         | 135931 DDB |
|                 |                 | Ortsstraße 47 LageFlur: 2, Flurstück: 288                                   |              |         | 56084 DDB  |
|                 |                 | Ortsstraße 50 LageFlur: 2, Flurstück: 159                                   |              |         | 55751 DDB  |
| Bildstock       | Bildstock       | Ortsstraße 55 LageFlur: 2, Flurstück: 274                                   |              |         | 56085 DDB  |
| Scheuermannshof | Scheuermannshof | Ortsstraße 60, 60a, 62, Heimstraße 12 LageFlur: 2, Flurstück: 182, 184, 187 |              |         | 56114 DDB  |
| Alte Schule     | Alte Schule     | Ortsstraße 71 LageFlur: 2, Flurstück: 228                                   |              |         | 56086 DDB  |
| Bild gesucht BW |                 | Ortsstraße 75 LageFlur: 2, Flurstück: 384                                   |              |         | 55752 DDB  |
| Bild gesucht BW |                 | Ortsstraße 75b LageFlur: 2, Flurstück: 219                                  |              |         | 668719 DDB |
|                 |                 | Ortsstraße 85/87, Postgasse 1/3 LageFlur: 1, Flurstück: 137, 138, 142, 143  |              |         | 55753      |
|                 |                 | Ortsstraße 102 LageFlur: 1, Flurstück: 94                                   |              |         | 55754 DDB  |
| Bild gesucht BW |                 | Ortsstraße 110 LageFlur: 1, Flurstück: 99                                   |              |         | 55755 DDB  |
|                 |                 | Ortsstraße 140 LageFlur: 1, Flurstück: 203                                  |              |         | 55756 DDB  |
|                 |                 | Waldstraße 1 LageFlur: 2, Flurstück: 22/59                                  |              |         | 56081 DDB  |

### Kallstadt
| Bild            | Bezeichnung       | Lage                                                         | Beschreibung | Bauzeit | Objekt-Nr. |
| --------------- | ----------------- | ------------------------------------------------------------ | ------------ | ------- | ---------- |
| Haus Zopf       | Haus Zopf         | Kallstadt 9 LageFlur: 2, Flurstück: 1                        |              |         | 55141 DDB  |
| Bild gesucht BW | 3480054 / 5490671 | Kallstädter Talbach LageFlur: 5, Flurstück: 57/29            |              |         | 56088 DDB  |
| Bild gesucht BW |                   | Kallstädter Talbach LageFlur: 2, 5, Flurstück: 153/66, 57/29 |              |         | 843360 DDB |
| Bild gesucht BW | Brücke            | Tuchbleiche LageFlur: 1, Flurstück: 61/3                     |              |         | 55142 DDB  |

### Löhrbach
| Bild                       | Bezeichnung                                  | Lage                                                              | Beschreibung                | Bauzeit | Objekt-Nr. |
| -------------------------- | -------------------------------------------- | ----------------------------------------------------------------- | --------------------------- | ------- | ---------- |
| Wegekreuz                  | Wegekreuz                                    | Abtsteinacher Straße LageFlur: 6, Flurstück: 38/1                 |                             |         | 55127 DDB  |
| Lammershof                 | Lammershof                                   | Abtsteinacher Straße 2 LageFlur: 6, Flurstück: 51/5               |                             |         | 55124 DDB  |
|                            |                                              | Abtsteinacher Straße 12 LageFlur: 6, Flurstück: 38/12, 39/1, 39/2 |                             |         | 56068 DDB  |
| Bild gesucht BW            | Fünfwundenkreuz                              | Abtsteinacher Straße 35 LageFlur: 4, Flurstück: 28                |                             |         | 56069 DDB  |
| weitere Bilder             | Katholische Kirche Unbeflecktes Herz Mariens | Abtsteinacher Straße 41 LageFlur: 4, Flurstück: 5/3               |                             |         | 56071 DDB  |
|                            |                                              | Abtsteinacher Straße 44 LageFlur: 6, Flurstück: 13/4              |                             |         | 56072 DDB  |
| Löhrbacher Mühle           | Löhrbacher Mühle                             | Abtsteinacher Straße 50 LageFlur: 5, Flurstück: 1/13              |                             |         | 55126 DDB  |
|                            |                                              | Alte Landstraße LageFlur: 2, Flurstück: 49/55                     | Bildstock                   |         | 56076 DDB  |
|                            |                                              | Alte Landstraße 11 LageFlur: 2, Flurstück: 3/19                   | Bildstock                   |         | 56075 DDB  |
|                            |                                              | Faulrain LageFlur: 9, Flurstück: 20                               | Bildstock bei Schnorrenbach |         | 56074 DDB  |
| Am Friedhof                | Am Friedhof                                  | Im Büschel LageFlur: 5, Flurstück: 11/12                          | Gefallenen-Ehrenmal         |         | 56073 DDB  |
|                            |                                              | Im Hallgarten LageFlur: 4, Flurstück: 4                           | Bildstock                   |         | 56070 DDB  |
| Oberer Hof (Schnorrenbach) | Oberer Hof (Schnorrenbach)                   | Schnorrenbach 1 LageFlur: 9, Flurstück: 39                        |                             |         | 56078 DDB  |
| Alte Schule                | Alte Schule                                  | Schulstraße 16 LageFlur: 5, Flurstück: 39/2                       |                             |         | 56039 DDB  |
| Bild gesucht BW            |                                              | Schulstraße 36 LageFlur: 5, Flurstück: 25/2                       |                             |         | 56067 DDB  |
| Schützenkreuz              | Schützenkreuz und Wegweiserstein             | Wallenklingen LageFlur: 6, Flurstück: 89/14, 89/15                |                             |         | 55125 DDB  |

### Löhrbach-Buchklingen
| Bild           | Bezeichnung                    | Lage                                                               | Beschreibung | Bauzeit | Objekt-Nr. |
| -------------- | ------------------------------ | ------------------------------------------------------------------ | ------------ | ------- | ---------- |
|                |                                | Große und kleine Telle auf der Ebene LageFlur: 8, Flurstück: 12/13 | Bildstock    |         | 56077 DDB  |
| weitere Bilder | Katholische Kirche St. Michael | Talstraße 24 LageFlur: 8, Flurstück: 61/10                         |              |         | 55158 DDB  |

### Nieder-Liebersbach
| Bild                | Bezeichnung                     | Lage                                                               | Beschreibung | Bauzeit   | Objekt-Nr. |
| ------------------- | ------------------------------- | ------------------------------------------------------------------ | ------------ | --------- | ---------- |
|                     |                                 | Balzenbacher Straße 20 LageFlur: 1, Flurstück: 151/3               |              |           | 55790 DDB  |
|                     |                                 | Liebersbacher Straße 84 LageFlur: 4, Flurstück: 354/4              |              |           | 55147 DDB  |
|                     |                                 | Liebersbacher Straße 90 LageFlur: 1, Flurstück: 111/1              |              |           | 55144 DDB  |
|                     |                                 | Liebersbacher Straße 94 LageFlur: 1, Flurstück: 101/3              |              |           | 55145 DDB  |
| weitere Bilder      | Katholische Kirche St. Wendelin | Liebersbacher Straße 117/119 LageFlur: 1, Flurstück: 46/7          |              | 1895–1896 | 55143 DDB  |
|                     |                                 | Liebersbacher Straße 133 LageFlur: 1, Flurstück: 219/1             |              |           | 55146 DDB  |
| Gefallenen-Ehrenmal | Friedhof                        | Liebersbacher Straße 145 LageFlur: 6, Flurstück: 199               |              |           | 56079 DDB  |
| Bild gesucht BW     |                                 | Nestenbacher Kopf, In der Sang LageFlur: 3, 12, Flurstück: 113, 74 |              |           | 56290 DDB  |

### Reisen
| Bild                    | Bezeichnung                     | Lage | Beschreibung              | Bauzeit | Objekt-Nr. |
| ----------------------- | ------------------------------- | --- | ------------------------- | ------- | ---------- |
| Bild gesucht BW         | Gesamtanlage Schimbach          | Schimbach 11, 13, 15 Lage                                                                                       |                           |         | 56106 DDB  |
| Bild gesucht BW         | Gesamtanlage Schimbacher Straße | Schimbacher Straße 1, 3, 5–13, 15 Lage                                                                          |                           |         | 56107 DDB  |
| Bild gesucht BW         | Weschnitzbahn                   | Eisenbahn, Mumbach, Mumbacher Straße LageFlur: 7, 1, 6, Flurstück: 96/2, 97/9, 115/4, 81, 82, 96/1, 152, 102/31 |                           |         | 953825 DDB |
| Steinkreuz              | Steinkreuz                      | Im Steinböhl LageFlur: 6, Flurstück: 26/7                                                                       |                           |         | 55153 DDB  |
| Alte Schmiede           | Alte Schmiede                   | Mumbacher Straße 1a LageFlur: 7, Flurstück: 88/1                                                                |                           |         | 56038 DDB  |
| Ehem. Rathaus/Schule    | Ehem. Rathaus/Schule            | Mumbacher Straße 10 LageFlur: 7, Flurstück: 22/8                                                                |                           |         | 55148 DDB  |
| Hartmannshof            | Hartmannshof                    | Mumbacher Straße 11 LageFlur: 7, Flurstück: 13/4                                                                |                           |         | 56108 DDB  |
| Ehemalige Schule        | Ehemalige Schule                | Mumbacher Straße 17 LageFlur: 7, Flurstück: 11/7                                                                |                           |         | 55155 DDB  |
| Bild gesucht BW         |                                 | Mumbacher Straße 24 LageFlur: 7, Flurstück: 24/8                                                                |                           |         | 56065 DDB  |
| Brücke und Nepomukfigur | Brücke und Nepomukfigur         | Mumbacher Straße (K12) LageFlur: 7, Flurstück: 102/7, 102/31                                                    |                           |         | 55154 DDB  |
|                         |                                 | Neugasse 32 LageFlur: 1, Flurstück: 53/6                                                                        | Brücke über die Weschnitz |         | 56066 DDB  |
|                         |                                 | Schimbach 11 LageFlur: 8, Flurstück: 35                                                                         |                           |         | 55156 DDB  |
|                         |                                 | Schimbach 13 LageFlur: 8, Flurstück: 34                                                                         |                           |         | 55157 DDB  |
|                         |                                 | Schimbach 15 LageFlur: 8, Flurstück: 33                                                                         |                           |         | 55149 DDB  |
|                         |                                 | Schimbacher Straße 1, Wehrstraße 2 LageFlur: 1, Flurstück: 19/2, 19/3                                           |                           |         | 55150 DDB  |
| Joachimshof             | Joachimshof                     | Schimbacher Straße 3 LageFlur: 1, Flurstück: 25/4                                                               |                           |         | 55151 DDB  |
|                         |                                 | Schimbacher Straße 6 LageFlur: 1, Flurstück: 18/4, 18/3                                                         |                           |         | 55152 DDB  |
| Gefallenen-Ehrenmal     | Gefallenen-Ehrenmal             | Wehrstraße LageFlur: 7, Flurstück: 97/10                                                                        |                           |         | 56037 DDB  |